# Андреев, Василий Васильевич (музыкант)
Васи́лий Васи́льевич Андре́ев (3 (15) января 1861, Бежецк, Тверская губерния — 26 декабря 1918, Петроград) — русский музыкант, организатор и руководитель первого в истории оркестра русских народных инструментов (1888), композитор, балалаечник-виртуоз.

## Биография
Родился в купеческой семье.
В 1883 году занялся усовершенствованием народных музыкальных инструментов и образовал в Санкт-Петербурге из любителей игры на них оркестр из струнных (домры четырёх различных размеров, балалайки шести размеров, гусли), духовых (брёлка или жалейка — род свирели, пастушеского рожка), ударных (накры — род литавр из больших глиняных горшков с натянутой на них кожей, бубен).
После концертов этого оркестра, имеющего своеобразный колорит, в 1888 году в русском обществе развилось широкое увлечение назваными инструментами (особенно балалайкой) благодаря сравнительной лёгкости игры на них. Явился на них широкий спрос, в связи с которым возникло усиленное их производство мастерами музыкальных инструментов, поддержанное введением обучения игры на них в войсках. Стали издаваться школы и ноты (преимущественно аранжировки народных песен, оригинальные композиции, вальсы и другие сочинения).
Виртуозно владея техникой игры на балалайке, Андреев выступал и в качестве композитора для своего инструмента и для великорусского оркестра. Время от времени он совершал со своим оркестром концертные путешествия по России и Европе (где имел огромный успех), а также заведовал постановкой обучения игре на русских народных инструментах в войсках гвардии.
Являлся членом Русского Собрания и Всероссийского Национального Клуба.

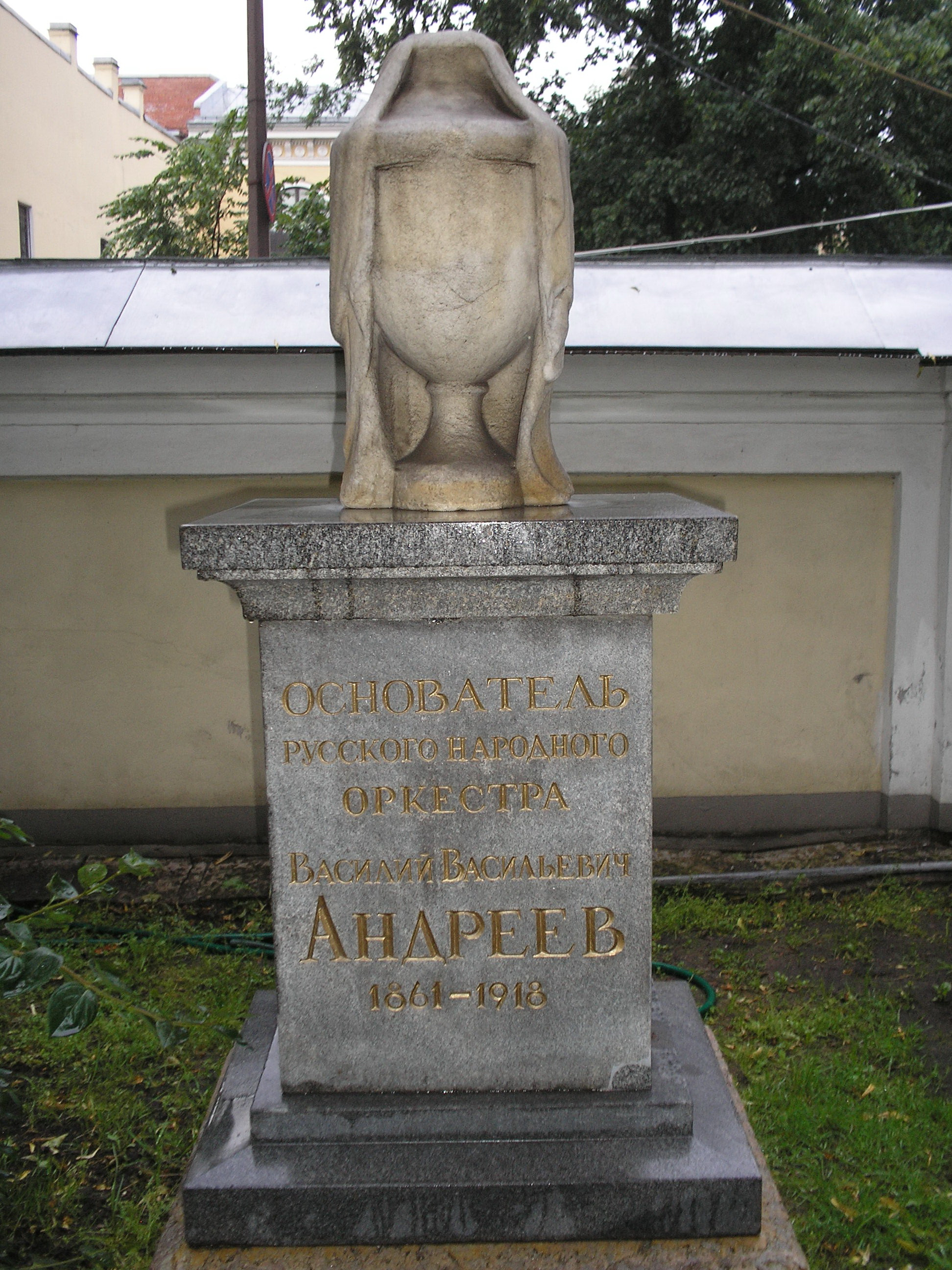
Могила В. В. Андреева на Тихвинском кладбище в Санкт-Петербурге

Умер по одним сведениям в ночь 24/25 декабря 1918 года, по другим — в ночь 25/26 в петроградской больнице, заболев во время гастролей на Северном, а затем Восточном фронтах (по одним сведениям, от «испанки», по другим — туберкулёза). 28 декабря был погребён на Никольском кладбище в Александро-Невской лавре в Санкт-Петербурге. В 1936 году был перезахоронен в некрополе мастеров искусств на Тихвинское кладбище Александро-Невской лавры. Могила находится на Композиторской дорожке. В 1950 году на могиле установлен постамент с урной.

## Семья
Отец — Василий Андреевич Андреев, купец первой гильдии. Умер в 1862 году. Мать — Софья Михайловна Андреева (урожд. Веселаго), была из старинного дворянского рода, играла на рояле.
Опекун — Нил Сеславин, (1834—1875), военный инженер, служил в управлении путей сообщения, на Царскосельской железной дороге, ценитель искусства, похоронен на Митрофаниевском кладбище Санкт-Петербурга.

## Награды
- Орден Святого Станислава III степени (1898)
- Большой крест ордена Почётного легиона (14 июня 1900, Франция)
- Кавалер ордена Академических пальм (1892, Франция)
- Золотая медаль Всемирной выставки в Париже (1900)

## Память
- С 16 февраля 1993 года Детская музыкальная школа № 49 в Москве носит имя Василия Васильевича Андреева.
- На доме по адресу набережная реки Мойки № 64 в 1956 году была открыта мемориальная доска (архитектор М. Ф. Егоров): «Здесь с 1912 по 1918 гг. жил и работал основатель оркестра народных инструментов Василий Васильевич Андреев»[5]. Здесь он жил, а работал в Русском музыкальном обществе.
- В Бежецке, где родился Василий Андреев, работает музыкальная школа его имени, в феврале 1986 года открыт музей его имени, установлено два памятника: памятник В. В. Андрееву.
- В Вышнем Волочке в 2008 году открыта мемориальная доска[6].
- В 1987 году о В. В. Андрееве был снят художественный фильм «Серебряные струны».
- Детская музыкальная школа имени В. В. Андреева в Нефтеюганске.

### Архив
Фонд В. В. Андреева, хранящийся в Российском государственном архиве литературы и искусства, насчитывает 1509 единиц хранения за 1884—1918 гг. Сюда вошли фотографии, материалы творческой деятельности, рукописи (записи русских народных песен, статьи и очерки, записи по истории создания оркестра). Также в фонде хранится обширная переписка: среди корреспондентов — Ф. И. Шаляпин, Л. Н. Толстой, М. А. Балакирев, В. Ф. Комиссаржевская, А. К. Глазунов, Н. А. Римский-Корсаков, Д. Пуччини и др.

## Адреса в Санкт-Петербурге
- 1894 год — Пушкинская улица, 1[7].
- 1897—1900 годы — Малая Итальянская улица, 39[8][9].
- 1901—1912 годы — Пантелеймоновская улица, 13[10].
- С 1912 по 20.12.1918 года — Набережная реки Мойки, 64[11], кв. 30.

## Критика
Музыкальная деятельность Андреева подвергалась критике в первые десятилетия существования Великорусского оркестра. Музыковед Н. Ф. Финдейзен так отзывался о нём в Русской музыкальной газете 1898 года:
Итак, нет более повода ссылаться на балалайку, как на народный инструмент, ибо последний искажен и переделан. Но, говоря откровенно, ещё менее повода ссылаться на г. Андреева, как и на распространителя русской народной музыки, ибо он, подобно г. Агреневу-Славянскому, точно также с легким сердцем наряду с народной песней пропагандирует и салонные вальсики доморощенного изделия и разные попурри, и марши, и тому подобную дребедень; что же до народной песни, […], якобы коренной и истинной, предлагает нам такую пошлость, как «Светит месяц», «Барыню», «Нигде милого не вижу» или же беззастенчиво выдает свою доморощенную стряпню за «Камаринскую» Глинки.

Нет, думается нам, от таких распространителей народной музыки, каковые господа Славянский и Андреев, скорее можно ожидать растления вкусов в публике, чем зарождения в ней любви к сокровищам безыскусственной народной поэзии.
Отзыв княгини М. К. Тенишевой (1858—1928):
Для того общества, которое действительно любит и понимает музыку, преподношение Андреевым классических опер и серьёзных авторов было только профанацией. Он предпочел пропагандировать пошлость среди невежд. Обладая толпой, найдя к ней доступ, он, как и Вяльцева, не старается поднять её до себя и вести за собой, а, потворствуя, ломаясь перед ней, угождает ей и удовлетворяется пошлым успехом.
В 1920-х годах вокруг наследия Андреева развернулась целая идеологическая борьба, получившая название «андреевщины». Одним из главных критиков того времени выступал создатель оркестра четырёхструнных домр Г. П. Любимов.